# Hero (Enrique-Iglesias-Lied)
Hero (englisch für „Held“) ist ein Lied des spanisch-US-amerikanischen Pop-Sängers Enrique Iglesias. Der Song ist die erste Singleauskopplung seines fünften Studioalbums Escape und wurde am 3. September 2001 veröffentlicht.

## Inhalt
Hero ist ein Liebeslied, bei dem Enrique Iglesias aus der Perspektive des lyrischen Ichs singt und sich an seine Geliebte wendet. So stellt er ihr Fragen, ob sie immer zu ihm halte und ihn retten oder auch für die Liebe sterben würde. Er könne ihr Held sein und werde immer zu ihr stehen und sie wahrhaftig lieben. Solange sie bei ihm sei, sei ihm alles andere egal.

“I can be your hero, baby

I can kiss away the pain

I will stand by you forever

You can take my breath away”

## Produktion
Der Song wurde von dem britischen Musikproduzenten Mark Taylor produziert, der zusammen mit Enrique Iglesias und Paul Barry auch als Autor fungierte.

## Musikvideo
Bei dem zu Hero gedrehten Musikvideo führte Joseph Kahn Regie. Es verzeichnet auf YouTube über 495 Millionen Aufrufe (Stand Juni 2023) und wurde teils in der kalifornischen Wüstenstadt Amboy aufgenommen. Im Video spielt Enrique Iglesias einen Kleinkriminellen, der zusammen mit seiner Freundin, gespielt von Jennifer Love Hewitt, und einer Tasche voll Geld durch die Wüste fährt. In Amboy tankt er an einer Tankstelle und umarmt seine Freundin, während er den Song singt. Kurz darauf wird klar, dass sie von einer Gruppe Männer, deren Anführer von Mickey Rourke gespielt wird, verfolgt werden. Anschließend ist das Liebespaar küssend auf einem Bett zu sehen, bevor sie von Rourke und seinen Leuten beim Verlassen einer Kirche gestellt werden. Es kommt zum Kampf zwischen Iglesias und Rourke, in dessen Verlauf Iglesias mit einem Schlagstock niedergeschlagen wird, während seine Freundin von den anderen Männern festgehalten wird und ihm nicht helfen kann. Am Ende trifft die Polizei ein und es ist dunkel und regnet, während Iglesias in den Armen seiner Freundin stirbt.
Das Video gewann beim VIVA Comet 2002 den Preis in der Kategorie Video international.

## Single

### Covergestaltung
Das Singlecover zeigt Enrique Iglesias, der den Blick zur Seite richtet. Im unteren Teil des Bilds befinden sich die grauen Schriftzüge enrique und Hero.

### Titellisten
Single
1. Hero – Radio Edit – 4:12
2. Be with You – Thunderpuss Radio Mix – 3:55
3. Heroe – Spanish Metro Mix – 4:17

Maxi
1. Hero – 4:25
2. Hero – Metro Mix English Version – 4:16
3. Bailamos – Album Version – 3:32
4. Hero – Video – 4:24

### Chartplatzierungen
Hero stieg am 29. Oktober 2001 auf Platz neun in die deutschen Singlecharts ein und erreichte drei Wochen später mit Rang drei die höchste Position, auf der es sich drei Wochen halten konnte. Insgesamt war das Lied 23 Wochen in den Top 100 vertreten, davon zwölf Wochen in den Top 10. Die Chartspitze belegte die Single unter anderem im Vereinigten Königreich, in Spanien, der Schweiz, Australien, Kanada, Mexiko, Portugal, Irland, Rumänien. In den deutschen Single-Jahrescharts 2001 erreichte der Song Platz 32 und 2002 Rang 53.
| ChartsChartplatzierungen       | Höchstplatzierung | Wochen |
| ------------------------------ | ----------------- | ------ |
| Deutschland (GfK)              | 3 (23 Wo.)        | 23     |
| Österreich (Ö3)                | 3 (23 Wo.)        | 23     |
| Schweiz (IFPI)                 | 1 (29 Wo.)        | 29     |
| Spanien (Promusicae)           | 1 (12 Wo.)        | 12     |
| Vereinigte Staaten (Billboard) | 3 (34 Wo.)        | 34     |
| Vereinigtes Königreich (OCC)   | 1 (33 Wo.)        | 33     |

| ChartsJahrescharts (2001)      | Platzierung |
| ------------------------------ | ----------- |
| Deutschland (GfK)              | 32          |
| Österreich (Ö3)                | 27          |
| Schweiz (IFPI)                 | 13          |
| Vereinigte Staaten (Billboard) | 99          |

| ChartsJahrescharts (2002)      | Platzierung |
| ------------------------------ | ----------- |
| Deutschland (GfK)              | 53          |
| Österreich (Ö3)                | 22          |
| Schweiz (IFPI)                 | 27          |
| Vereinigte Staaten (Billboard) | 22          |
| Vereinigtes Königreich (OCC)   | 3           |

### Auszeichnungen für Musikverkäufe
Hero erhielt noch im Erscheinungsjahr in Deutschland für mehr als 250.000 verkaufte Einheiten eine Goldene Schallplatte. Im Vereinigten Königreich wurde es 2018 für über 1,2 Millionen Verkäufe mit einer doppelten Platin-Schallplatte ausgezeichnet.
| Land/Region                  | Auszeichnungen für Musikverkäufe (Land/Region, Auszeichnung, Verkäufe) | Verkäufe  |
| ---------------------------- | ---------------------------------------------------------------------- | --------- |
| Australien (ARIA)            | 2× Platin                                                              | 140.000   |
| Belgien (BRMA)               | Gold                                                                   | 25.000    |
| Dänemark (IFPI)              | Platin                                                                 | 90.000    |
| Deutschland (BVMI)           | Gold                                                                   | 250.000   |
| Österreich (IFPI)            | Gold                                                                   | 15.000    |
| Neuseeland (RMNZ)            | Platin                                                                 | 30.000    |
| Niederlande (NVPI)           | Gold                                                                   | 40.000    |
| Norwegen (IFPI)              | Platin                                                                 | 10.000    |
| Schweden (IFPI)              | Platin                                                                 | 30.000    |
| Schweiz (IFPI)               | Platin                                                                 | 40.000    |
| Spanien (Promusicae)         | Gold                                                                   | 30.000    |
| Vereinigtes Königreich (BPI) | 2× Platin                                                              | 1.200.000 |
| Insgesamt                    | 5× Gold · 9× Platin ·                                                  | 1.900.000 |

Hauptartikel: Enrique Iglesias/Auszeichnungen für Musikverkäufe